# Вармужова, Людмила
Людмила Вармужова (чеш. Ludmilla Varmužová; родилась 25 февраля 1979 года в Готвальдове, Чехословакия) — чешская теннисистка, по ходу своей игровой карьеры некоторое время представлявшая Сан-Марино; победительница одного турнира ITF в одиночном разряде; победительница четырёх юниорских турниров Большого шлема в парном разряде; финалистка двух юниорских турниров Большого шлема в парном разряде (Уимблдон-1994, Roland Garros-1996); полуфиналистка одного юниорского турнира Большого шлема в одиночном разряде (US Open-1995); полуфиналистка трёх юниорских турниров Большого шлема в парном разряде.

## Общая информация
Людмила в теннисе с восьми лет. Любимое покрытие — хард.

## Спортивная карьера
Всю свою карьеру в протуре представляя Чехию, Вармужова несколько коротких периодов своей карьеры соревновалась на менее статусных призах под флагом Сан-Марино: в 1997 и 1999 году приняв предложение местной теннисной федерации представлять её на играх малых государств Европы. Тот выбор оказался удачен для обеих сторон: чешка принесла италоязычному государству четыре медали, в том числе дважды — вместе с Франческой Гвардильи — отпраздновав победу в соревнованиях среди женских пар.

## Рейтинг на конец года
| Год  | Одиночный рейтинг | Парный рейтинг |
| 2001 | 559               | 482            |
| 2000 | 680               | 575            |
| 1999 | 774               | 575            |
| 1998 | 288               | 242            |
| 1997 | 215               | 458            |
| 1996 | 187               | 242            |
| 1995 | 257               | 260            |
| 1994 | 211               | 396            |
| 1993 | 698               |                |

## Выступления на турнирах

### Финалы турнировITFв одиночном разряде (3)

#### Победы (1)
| Легенда:        |
| --------------- |
| 100.000 USD (0) |
| 75.000 USD (0)  |
| 50.000 USD (1)  |
| 25.000 USD (0)  |
| 15.000 USD (0)  |
| 10.000 USD (0)  |

| Титулы по покрытиям | Титулы по месту проведения матчей турнира |
| ------------------- | ----------------------------------------- |
| Хард (1)            | Зал (0)                                   |
| Грунт (0)           | Зал (0)                                   |
| Трава (0)           | Открытый воздух (1)                       |
| Ковёр (0)           | Открытый воздух (1)                       |

| №  | Дата           | Турнир              | Покрытие | Соперница в финале | Счёт    |
| 1. | 5 августа 1996 | Джакарта, Индонезия | Хард     | Тамарин Танасугарн | 6-2 6-4 |

#### Поражения (2)
| №  | Дата         | Турнир             | Покрытие | Соперница в финале | Счёт                |
| 1. | 30 июня 1997 | Кампинас, Бразилия | Грунт    | Лариса Шерер       | 4-6 1-6             |
| 2. | 4 мая 1998   | Тампико, Мексика   | Хард     | Сара Тейлор        | 6-4 4-6 1-4 — отказ |

### Финалы турнировITFв парном разряде (4)

#### Поражения (4)
| №  | Дата            | Турнир                            | Покрытие | Партнёрша       | Соперницы в финале                    | Счёт           |
| 1. | 20 февраля 1995 | Ньюкасл-апон-Тайн, Великобритания | Ковёр(i) | Сандра Клейнова | Седа Норландер Кристина Пападаки      | 6-7(3) 3-6     |
| 2. | 24 июля 1995    | Стамбул, Турция                   | Хард     | Ёрико Ямагиси   | Эмануэла Брузати Мария Паола Дзавальи | 6-7(5) 3-6     |
| 3. | 4 марта 1996    | Рокфорд, США                      | Хард     | Анна Курникова  | Элли Хаками Валда Лейк                | 2-6 3-6        |
| 4. | 6 апреля 1998   | Дубай, ОАЭ                        | Хард     | Петра Гашпар    | Винна Пракуся Бенджамас Сангарам      | 6-7(1) 6-1 3-6 |